# Raccordo autostradale 14
Der Raccordo autostradale 14 (italienisch für ‚Autobahnzubringer 14‘) ist ein Autobahnzubringer im Nordosten Italiens, der den RA 13, der nach Triest und zur A4 führt, mit der slowenischen A3 verbindet. Er ist lediglich 1,5 km lang und liegt vollständig in der italienischen Region Friaul-Julisch Venetien. Der Autobahnzubringer ist eine Teilstrecke der Adriatisch-ionischen Autobahn von Triest nach Kalamata.

## Allgemeines
Der RA14 verbindet Triest mit Slowenien.
Er ist lediglich 1,5 km lang und endet beim Grenzübergang Fernetti, die Strecke besitzt zwei Anschlussstellen. Der RA14 ist mautfrei.
Außerdem ist er Teil des Grande Viabilità Triestina (kurz: GVT), einen aus vierspurig ausgebauten Staatsstraßen und autobahnähnlichen Straßen bestehenden Außenring Triests. Gemeinsam mit dem RA13 und weiteren vierspurig ausgebauten Staatsstraßen ergibt sich eine Umfahrung der Stadt, die vor allem den Transitverkehr im Zentrum Triests reduzieren soll.
Die slowenische A3, die nach Postojna führt, verbindet Triest und Venedig mit Laibach (über die A1).

Der RA14 im Großraum Triest
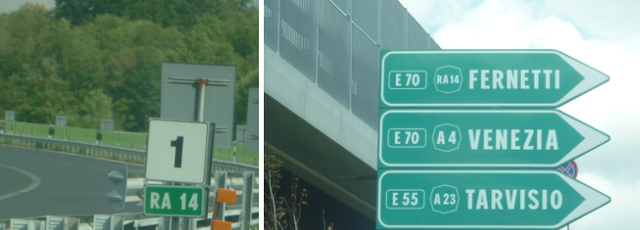
Unterschiedliche Symbole des RA14

Der RA14 weist zwei unterschiedliche Symbole auf. Einerseits besitzt er das Rechteck, das für die Autobahnzubringer in Italien standardmäßig verwendet wird.
Zusätzlich findet sich auf neueren Hinweistafeln auch ein grünes Achteck, das nur für italienische Autobahnen verwendet wird.

## Geschichte
Der Bau einer Autobahn zwischen Triest und Slowenien ist Teil des Abkommens zwischen dem damaligen Jugoslawien und Italien im Vertrag von Osimo. Das Decreto del Presidente della Repubblica 6 marzo 1978, n. 100 GU n. 102 suppl. ord. del 13/04/1978 bestätigte den geplanten Bau des RA14.
Jedoch dauerte es mehrere Jahrzehnte, bis er schließlich 1997 vollendet wurde.
Das Decreto Legislativo 29 ottobre 1999, n.461 von 1999 klassifizierte die Strecke jedoch nicht als Autobahn, sondern lediglich als RA14.